# Альфонс Баварський
Принц Альфонс Марія фон Ассізі Франц Клеменс Макс Еммануель Баварський (нім. Alfons Maria Franz von Assisi Klemens Max Emanuel Prinz von Bayern; нар. 24 січня 1862 —пом. 8 січня 1933) — баварський принц з іспанської гілки династії Віттельсбахів, син принца Баварії Адальберта та іспанської інфанти Амелії де Бурбон; вояка баварської армії, генерал кінноти; кавалер ордена Золотого руна.

## Біографія
Альфонс народився 24 січня 1862 року у Мюнхені. Він став другим сином та другою дитиною в родині принца Баварії Адальберта та його дружини Амелії де Бурбон. Мав старшого брата Людвига Фердинанда. Невдовзі в сім'ї з'явилися молодші діти: Ізабелла, Ельвіра та Клара.
З молодих років виявляв пристрасть до військової справи. У 1880-му вступив у званні лейтенанта до полку піхоти баварської армії. 1884 принца було підвищено до звання капітана у Перший важкий кавалерійський полк. Будучи офіцером, командував полком німецької підтримки британських військ у Судані проти армії Махді.
Існувала можливість шлюбу Альфонса із донькою імператора Австро-Угорщини, Марією Валерією. Однак, потенційній нареченій він не сподобався. Ерцгерцогиня заявила, що відчувала себе «як корова на ринку великої рогатої худоби», оскільки, під час зустрічі, принц увесь час говорив тільки про догляд за кіньми.
У віці 29 років Альфонс одружився із 21-річною принцесою Луїзою Вікторією Орлеанською, що доводилася йому троюрідною сестрою. Весілля відбулося 15 квітня 1891 року у палаці Німфенбург у Мюнхені. У подружжя народилося двоє дітей.
1892 очолив полк важких вершників. Брав участь у Другій англо-бурській війні.
17 грудня 1899 Альфонс отримав чин генерал-майора, 18 січня 1901 — генерал-лейтенанта. Нарешті, 23 березня 1905 став генералом кінноти. Після цього більшу частину часу присвячував дослідженню та вивченню військової справи. З 1908 до 1916 займав посаду директора Військової академії Регенсбурга.
1909 став командиром Сьомого королівського баварського полку кінноти. Був покровителем численних ветеранських, стрілецьких та спортивних клубів в Баварії.
Під час Першої світової Альфонс був присутнім у генеральному штабі Пауля фон Гіндебурга під час битви під Танненбергом. Згодом, отримавши загін кавалеристів, відбув на Західний фронт до Франції.
Після падіння монархії у 1918, разом із родиною, проживав у своїх іспанських володіннях в Ов'єдо. 1928 — повернувся до Німеччини. Намагався впливати на консерваторів з метою відновлення монархії в Баварії.
Помер 8 січня 1933. Похований у колумбарії церкви Святого Михайла у Мюнхені.
Принц пішов з життя в останні дні Веймарської республіки. Наприкінці січня 1933 рейхсканцлером країни був призначений Адольф Гітлер, що дало початок існуванню Третього Рейха.

## Родина
Дружина — Луїза Вікторія Орлеанська
Діти:
- Йозеф Клеменс (1902—1990) — принц Баварський, великий магістр баварського Ордену Святого Георгія, лицар Ордену святого Губерта, історик мистецтв, одружений не був, дітей не мав;
- Єлизавета Марія (1913—2005) — була одружена з графом Францем Йозефом фон Кагенек, згодом — із Ернстом Кюстнером, мала семеро дітей від обох шлюбів.

## Цікаві факти
Станом на 1914 рік, Альфонс Баварський був почесним шефом драгунського полку «Барон фон Мантейфель» № 5. У червні 1918 цей військовий загін базувався на території на України.

## Нагороди

### Баварське королівство
- Орден Святого Губерта
- Орден Святого Георгія (Баварія), почесний великий пріор (1880)
- Ювілейна медаль Святого Георгія
- Орден «За військові заслуги» (Баварія) 2-го класу із зіркою
- Медаль принца-регента Луїтпольда
- Хрест «За вислугу років» (Баварія) 2-го класу

### Іспанія
- Орден Карлоса III з ланцюгом
  - орден (26 червня 1862)
  - ланцюг (31 травня 1883)
- Лицар ордена Сантьяго
- Лицар королівсьвої кавалерійської броні Сарагоси
- Орден Золотого руна (6 лютого 1906)
- Лицар королівського знатного корпусу Мадрида (1910)

### Прусське королівство
- Орден Чорного орла
- Орден Червоного орла, великий хрест
- Князівський орден дому Гогенцоллернів, почесний хрест 1-го класу
- Залізний хрест 2-го класу

### Королівство Італія
- Вищий орден Святого Благовіщення (13 квітня 1883)
- Орден Святих Маврикія та Лазаря, великий хрест (13 квітня 1883)
- Орден Корони Італії, великий хрест (13 квітня 1883)

### Інші країни
- Орден Людвіга (Гессен-Дармштадт), великий хрест (20 вересня 1900)
- Орден Вендської корони, великий хрест з короною в руді та діамантами (Мекленбург; 22 липня 1904)
- Орден Альберта Ведмедя, великий хрест (Ангальтське герцогство; 1904)
- Орден дому Саксен-Ернестіне, великий хрест
- Орден Святого Йосипа, великий хрест (Велике герцогство Тосканське)
- Орден Заслуг герцога Петра-Фрідріха-Людвіга, великий хрест із золотою короною
- Орден Зірки Румунії, великий хрест
- Орден Білого Сокола, великий хрест (Велике герцогство Саксен-Веймар-Айзенаське)
- Орден Рутової корони (Саксонське королівство)
- Орден Вюртемберзької корони, великий хрест